# تثبيت لاكتوفوكسين

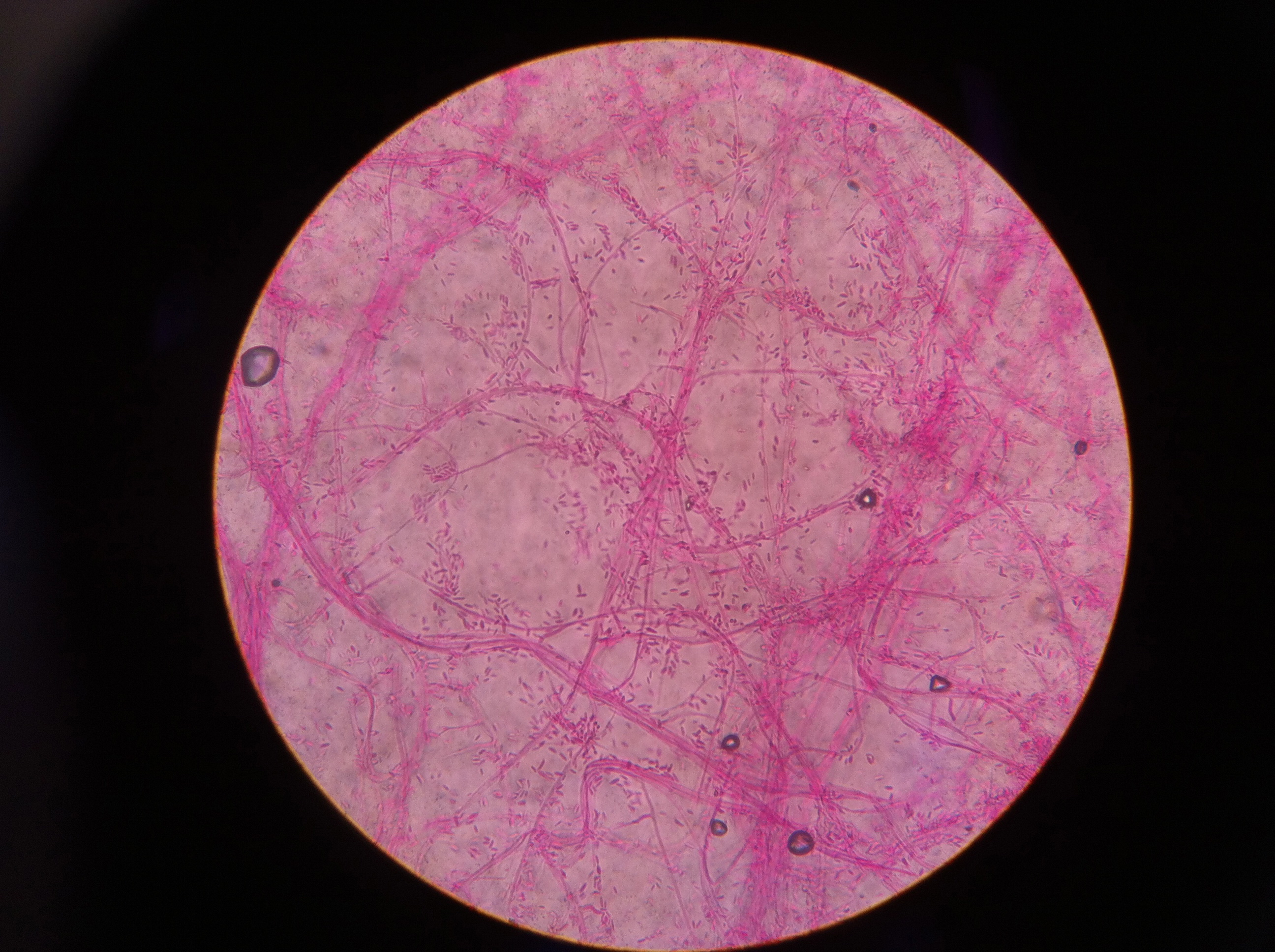

'تثبيت لاكتوفوكسين (يُنطق أيضًا لاكتو-فوكسين ') عبارة عن تقنية تُستخدم في تثبيت الفطريات باستخدام الخيطان على شريحة ميكروسكوب ليتم فحصها. وتكمن الميزة الرئيسية لتثبيت لاكتوفوكسين في أنه يتم تنفيذه بصورة صحيحة، وهو يحافظ على بنية الخيطان وترتيبها، إن وجدت.

## المزايا
لفحص خيطان أحد الفطريات تحت الميكروسكوب، يلزم وجود تثبيت مبلل. ومع أنه من الممكن القيام بذلك باستخدام أحد التثبيتات المعتمدة على الماء، إلا أنه يمكن الحصول على نتائج أفضل باستخدام سائل تثبيت لاكتوفوكسين، والذي يلتصق بجدران الخلايا ويلون أيضًا جدران الخلايا باللون الأحمر أثناء المعالجة. ويقوم لاكتوفوكسين، وهو محلول بنسبة 1% من فوكسين الأساسي في حمض اللاكتيك، بالتجفيف بصورة أبطأ كثيرًا من الماء، وبهذا يمكن الحفاظ على الشريحة لفترة أطول، وخاصة إذا كانت حواف الشريحة التي تم الانتهاء منها مختومة، باستخدام طلاء أظافر شفاف مثلاً. بالإضافة إلى ذلك، يختلف معامل الانكسار في السائل بصورة واضحة عن ذلك الخاص بجدران الخلايا، مما يساعد الخلايا على الالتصاق.

## العيوب
أحد العيوب الهامة في لاكتوفوكسين هو تكلفته؛ حيث يزيد سعره عن 100 دولار للزجاجة الصغيرة بحجم 20 مللي لتر. ويتم استخدام قطرات صغيرة فقط لكل عملية تثبيت. كما أن لاكتوفوكسين سام.